# Centro Histórico de Santo Ângelo

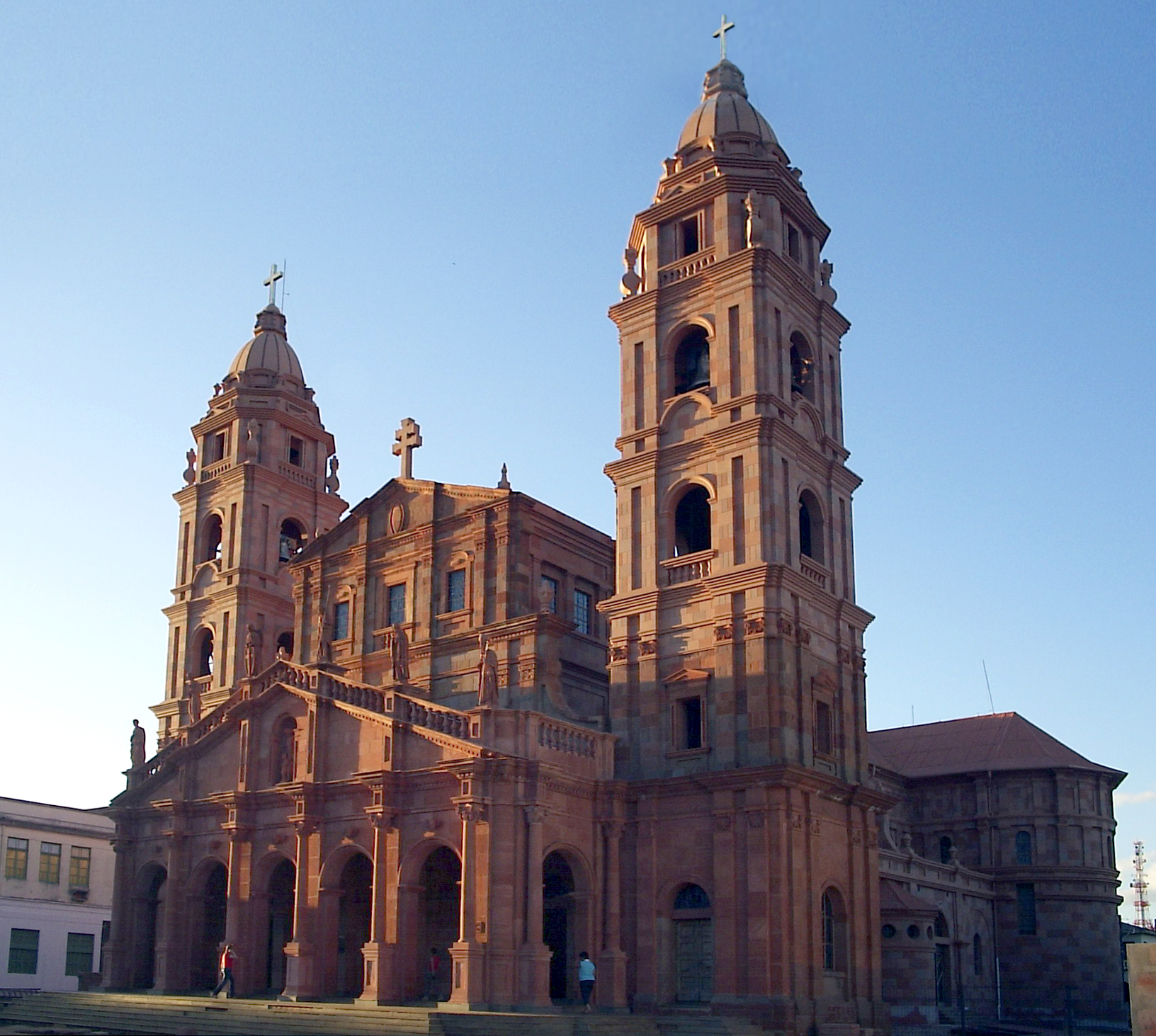
A Catedral Angelopolitana, construída no mesmo local da antiga igreja da redução de Santo Ângelo Custódio.

O Centro Histórico de Santo Ângelo corresponde a uma área histórica situada no Centro deste município brasileiro do Rio Grande do Sul. O local abriga importantes vestígios arqueológicos da antiga redução jesuítica de Santo Ângelo Custódio, bem como edificações erguidas nas décadas iniciais da vila de Santo Ângelo, principalmente no início do século XX.

## Delimitação
A delimitação do Centro Histórico foi oficializada pelo Decreto Municipal nº 2.299 de 8 de outubro de 1993, que constituiu o Sítio Arqueológico da Redução Jesuítica de Santo Ângelo Custódio:
- Ao sul, pela Avenida Rio Grande do Sul;
- À leste, pela Rua Marechal Floriano;
- Ao norte, pela Rua Sete de Setembro;
- À oeste, pela Rua Quinze de Novembro.